# Wapnik (Lubomino)
Wapnik (deutsch Kalkstein) ist ein Dorf im Powiat Lidzbarski (Heilsberger Kreis) der polnischen Woiwodschaft Ermland-Masuren. Es ist der Verwaltungseinheit Gmina Lubomino (Arnsdorf) zugeordnet.

## Geographische Lage
Das Dorf liegt im ehemaligen Ostpreußen, in Ermland, etwa 22 Kilometer westsüdwestlich der Stadt Lidzbark Warmiński (Heilsberg) und acht Kilometer südlich der Stadt Orneta (Wormditt).

## Geschichte

Kalkstein, südsüdwestlich von Königsberg, westsüdwestlich der Stadt Heilsberg und südlich der Stadt Wormditt, auf einer Landkarte von 1910 (unterer Bildrand)

In der Handfeste vom 20. April 1285 verschrieb Heinrich I. Fleming, Bischof von Emland, den Brüdern Kristan und Johan und deren legitimen Abkömmlingen 60 Hufen auf dem Feld Kalcstein mit allen Rechten und Gerichtsbarkeit nach Kulmer Recht. Aus der Amtszeit des Bischofs sind 37 solche von ihm ausgestellte Handfesten vorhanden.
Im 18. Jahrhundert gehörte das Dorf Kalkstein zum Amt Wormditt. 1785 wird es als ein königliches Bauerndorf mit einer Kirche und 66 Feuerstellen (Haushaltungen) beschrieben.
Um 1910 hatte das Dorf Kalkstein eine katholische Kirche, ein Standesamt, eine Molkerei, eine Mühle und eine Käsefabrik.
Im Jahr 1945 gehörte die Landgemeinde Kalkstein zum Landkreis Heilsberg im Regierungsbezirk Königsberg. Sie war dem Amtsbezirk Elditten zugeordnet.
Im Zweiten Weltkrieg eroberte die Rote Armee von Januar bis März 1945 das Kreisgebiet. Im Mai 1945 unterstellte sie es der Verwaltung der Volksrepublik Polen. Diese polonisierte den Ortsnamen zu ‚Wapnik‘, unterzog die Einwohner einer „Verizifierung“, die für die meisten die Vertreibung zur Folge hatte, und siedelte an ihrer Stelle systematisch Polen an, die ihrerseits zu einem großen Teil Vertriebene aus Ostpolen kamen.

### Demographie
| Jahr | Einwohner | Anmerkungen                                                                 |
| ---- | --------- | --------------------------------------------------------------------------- |
| 1782 | –         | königliches Bauerndorf mit einer Kirche und 66 Feuerstellen (Haushaltungen) |
| 1818 | 316       | königliches Bauerndorf                                                      |
| 1852 | 440       | Dorf                                                                        |
| 1858 | 506       | Dorf, darunter fünf Evangelische und 501 Katholiken                         |
| 1864 | 535       | am 3. Dezember                                                              |
| 1867 | 494       | am 3. Dezember, Landgemeinde                                                |
| 1871 | 530       | am 1. Dezember, Landgemeinde, davon sechs Evangelische und 524 Katholiken   |
| 1885 | 545       | am 1. Dezember, davon 19 Evangelische und 526 Katholiken                    |
| 1910 | 525       | am 1. Dezember                                                              |
| 1933 | 481       | [ 16 ]                                                                      |
| 1939 | 475       | [ 16 ]                                                                      |

## Kirche

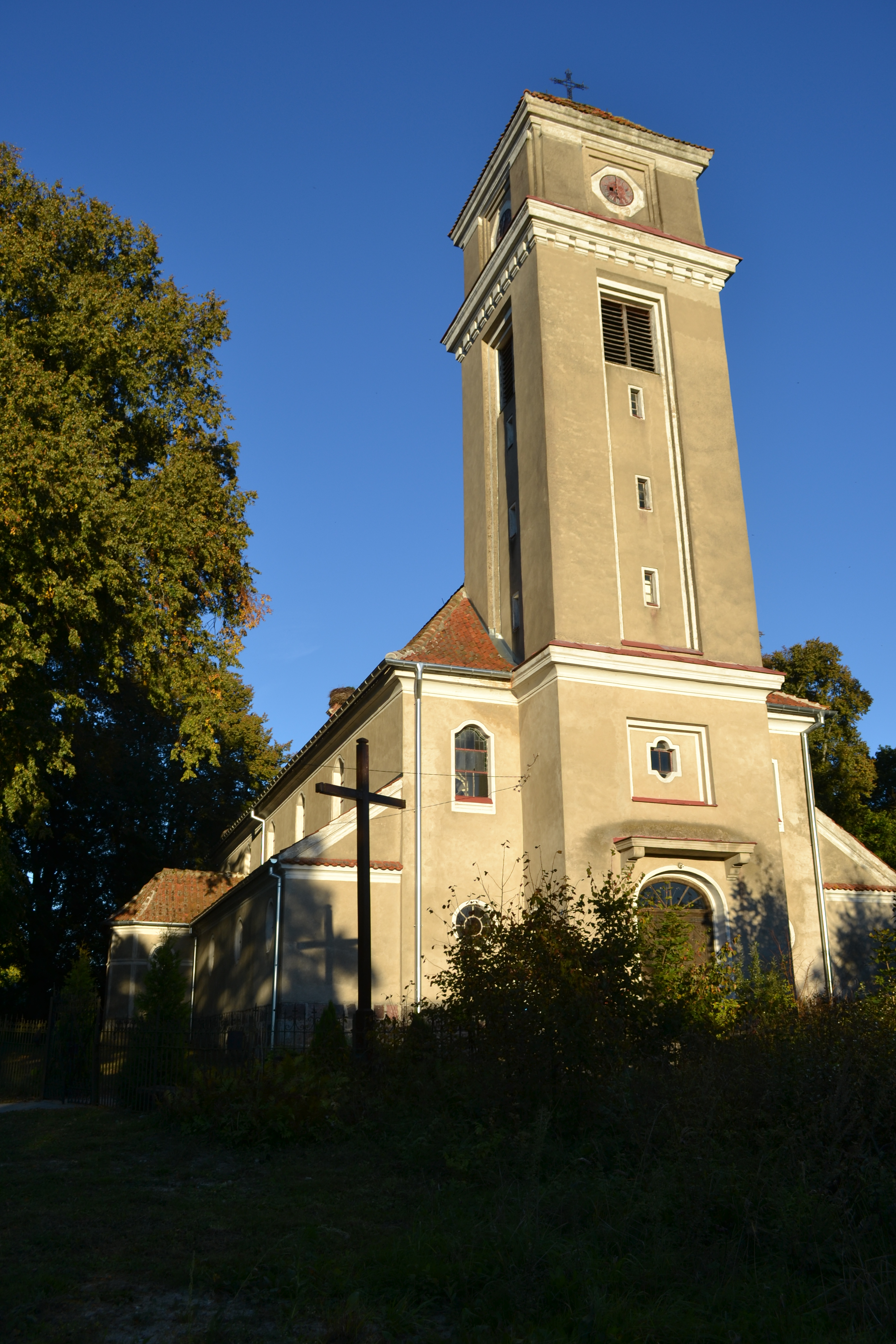
Dorfkirche St. Andreas (2013)

Eine Kirche war in Kalkstein schon in der ersten Hälfte des 14. Jahrhunderts vorhanden, als erster Pfarrer wird 1346 ein Nicolaus de Kalcstein plebanus erwähnt. 1580 wurde die römisch-katholische Pfarrkirche vom ermländischen Bischof Martin Cromer zu Ehren des Apostels Andreas geweiht.
Das Gebäude ist ein etwa 22 Meter langer und 18 Meter breiter Ziegelbau, der früher wohl ein Spitzdach hatte und dessen äußeres Gemäuer in neuerer Zeit verputzt worden zu sein scheint.
Das Kirchengebäude wurde 1945 zugunsten der Römisch-katholischen Kirche in Polen zwangsenteignet.
Angehörige der evangelischen Kirche gehörten bis 1945 zum Kirchspiel der Kirche Wormditt in der Kirchenprovinz Ostpreußen der Kirche der Altpreußischen Union. Heute sind sie der Diözese Masuren der Evangelisch-Augsburgischen Kirche in Polen zugeordnet.